# Frans Post
Frans Post (17. listopadu 1612 Leiden – 17. února 1680 Haarlem) byl nizozemský malíř z období tzv. Zlatého věku holandské malby 17. století. Proslul především zobrazením krajin a výjevů z Jižní Ameriky.

## Životopis
Frans Post se narodil v roce 1612 v Leidenu (pokřtěn 17. listopadu v Haarlemu), jako syn malíře chrámového skla. Jeho starší bratr Pieter Post proslul jako architekt, malíř a grafik.
V roce 1636 byl poslán Nizozemskou západoindickou společností do Brazílie jako doprovod výpravy vedené správcem nizozemských statků v Brazílii, Janem Mořicem Nasavsko-Siegenským. Hlavním cílem jeho účasti byla dokumentace krajiny, flóry, fauny, obyvatel i sídel. Díla z jeho pobytu v Jižní Americe se vyznačují vysokou topografickou přesností. Pozornost věnoval ve významné míře dokumentaci výroby cukru z cukrové třtiny. Do vlasti se navrátil v roce 1644.
V roce 1646 vstoupil do malířského Cechu svatého Lukáše v Haarlemu. I po ztrátě území Brazílie neochabl v Holandsku zájem o jeho nákresy cukrovarnických provozoven, ani o zobrazení cizokrajných krajin.
Poslední datovaný obraz pochází z roku 1669. Ukončení tvůrčí činnosti bylo pravděpodobně způsobeno alkoholem. Zemřel 17. února 1680.

## Dílo
Obrazy z období po návratu z Jižní Ameriky maloval podle dovezených skic i po paměti. Na slavném obraze vodopádů Paulo Afonso již zobrazil pouze základní schéma vodního toku, zatímco tvarování koryta již skutečnost nezobrazuje. U mnoha obrazů lze nalézt topografickou jednotu s konkrétním reliéfem v Nizozemí.
Významnou součástí Postova díla jsou věrná vyobrazení rostlin a zvířat, doprovázená často poznámkami o chování, vzhledu i chuti masa zobrazených zvířat. Technikou těchto zobrazení je akvarel, kvaš a uhel.
V roce 1679 předal Johann Moritz Nassau 18 obrazů Franse Posta jako dárek francouzskému králi Ludvíkovi XIV, z nichž devět bylo zařazeno do stálé expozice Louvru.
V současné době jsou práce Franse Posta v mnoha významných muzeích v Evropě (Holandsko, Velká Británie, Francie, Německo) i v USA. Většina jeho děl se nalézá v Brazílii.

### Období pobytu v Brazílii (1636–1644)

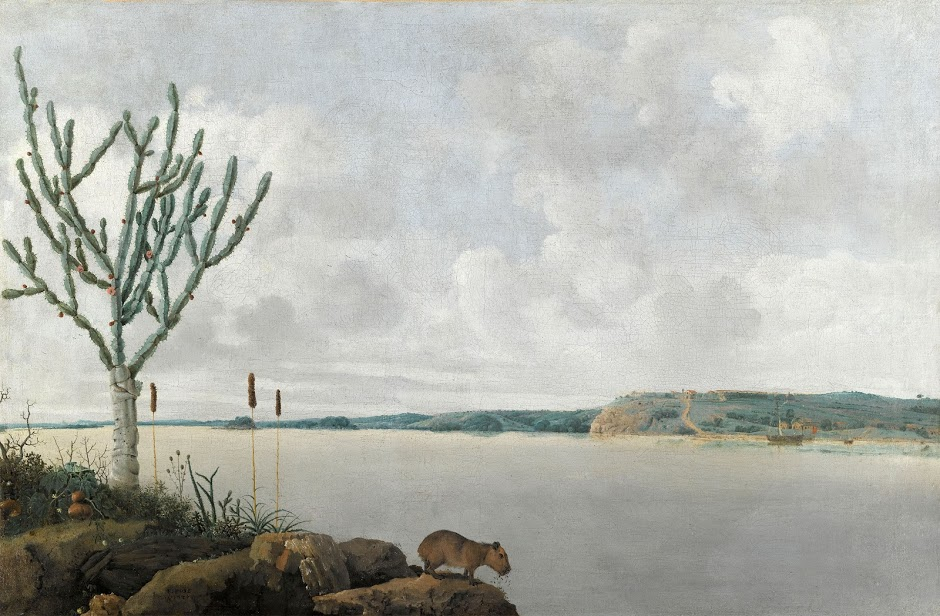
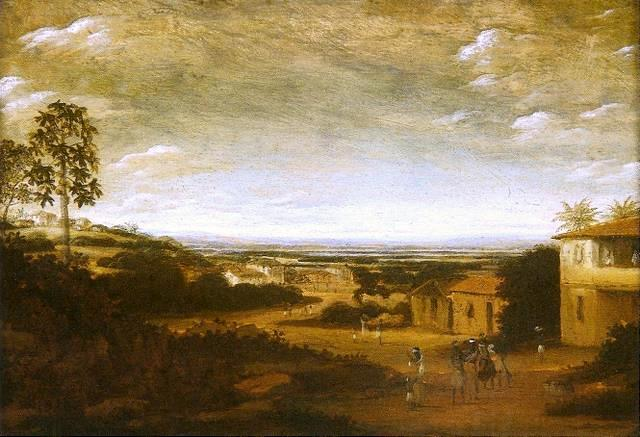
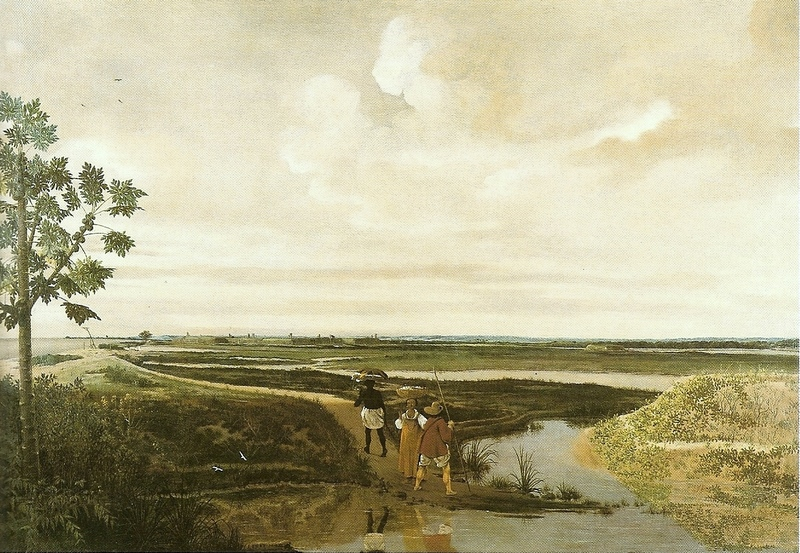
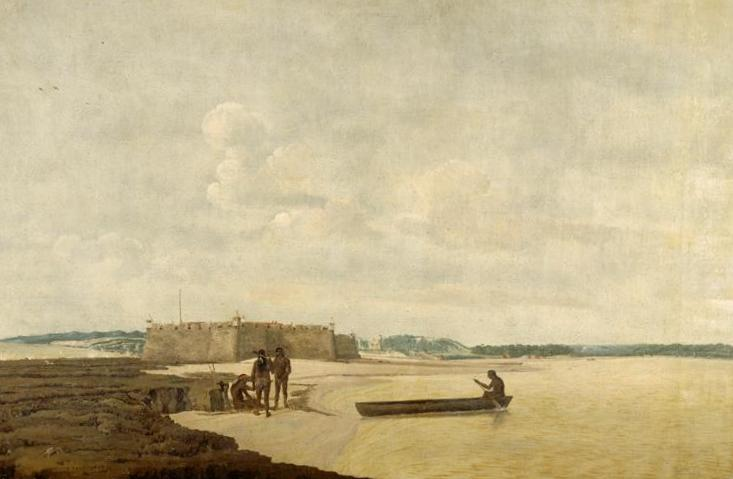
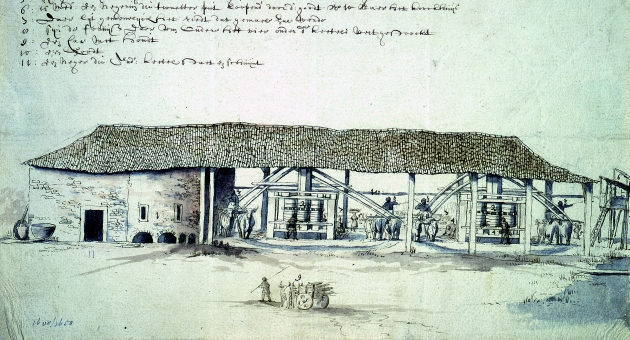
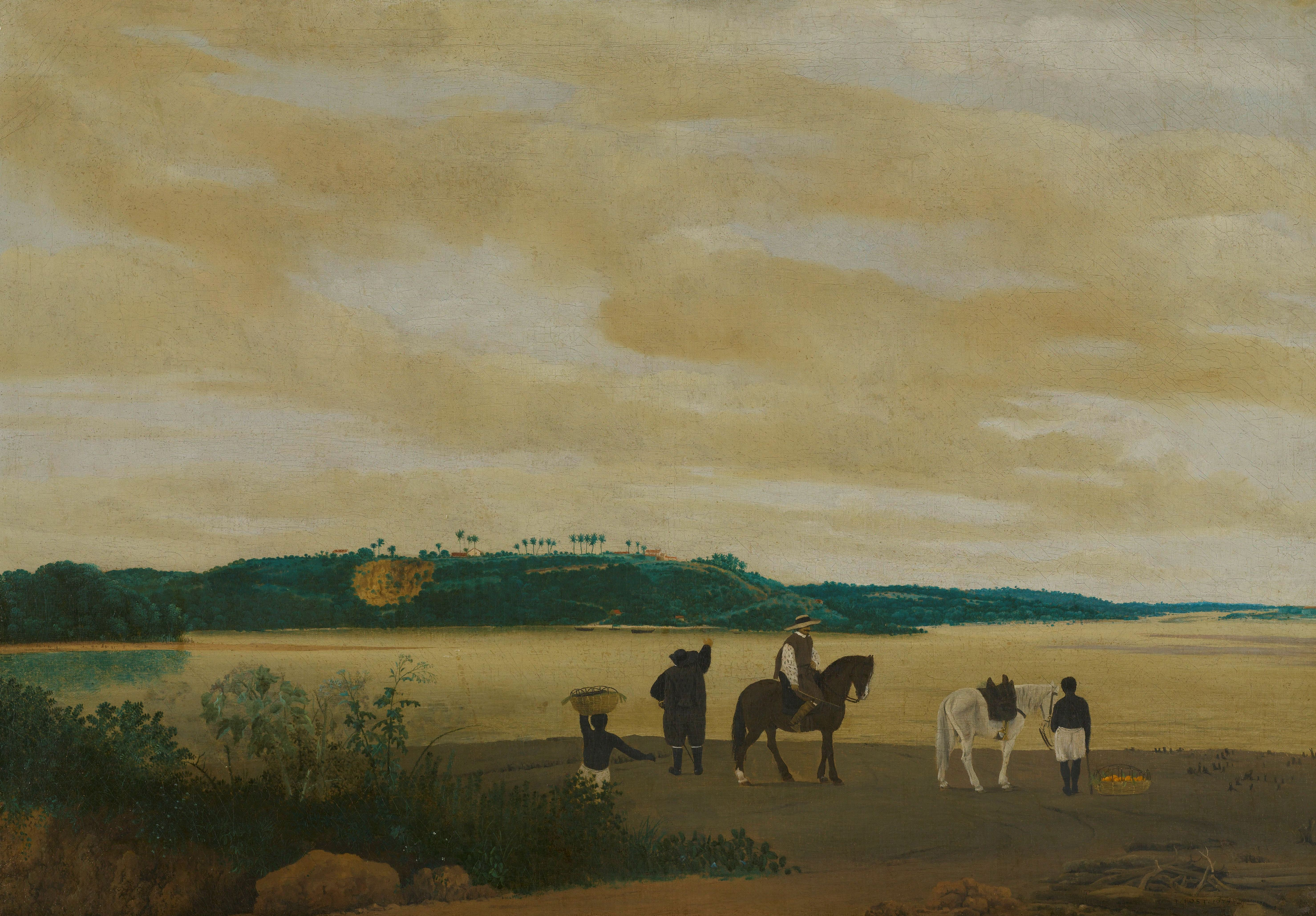
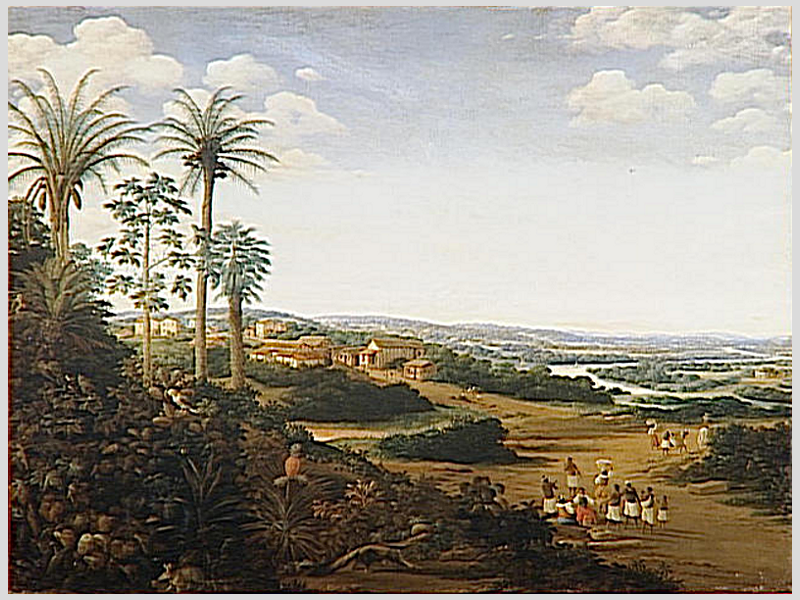

### Mapy a aktuální kresby z cest

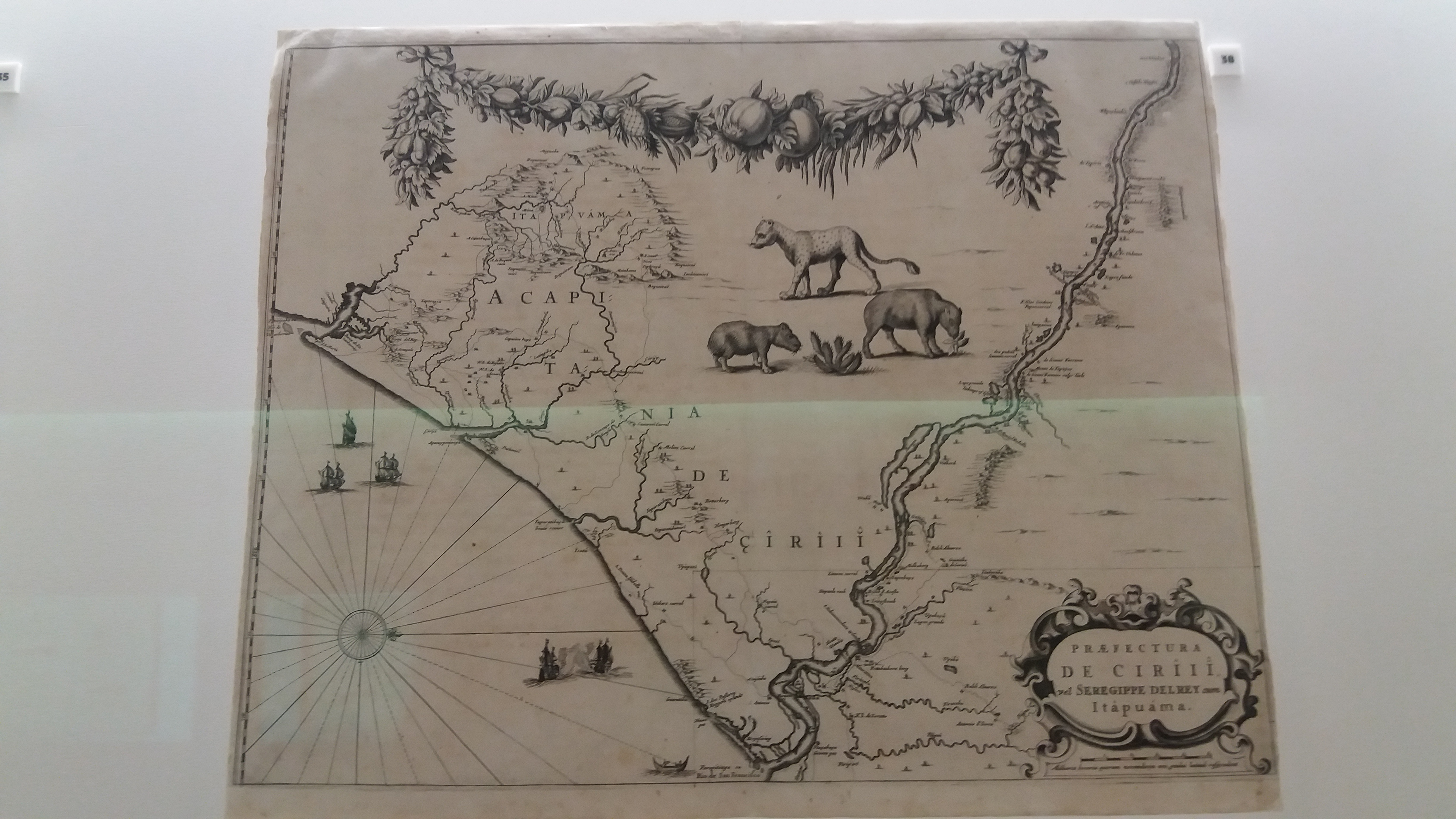
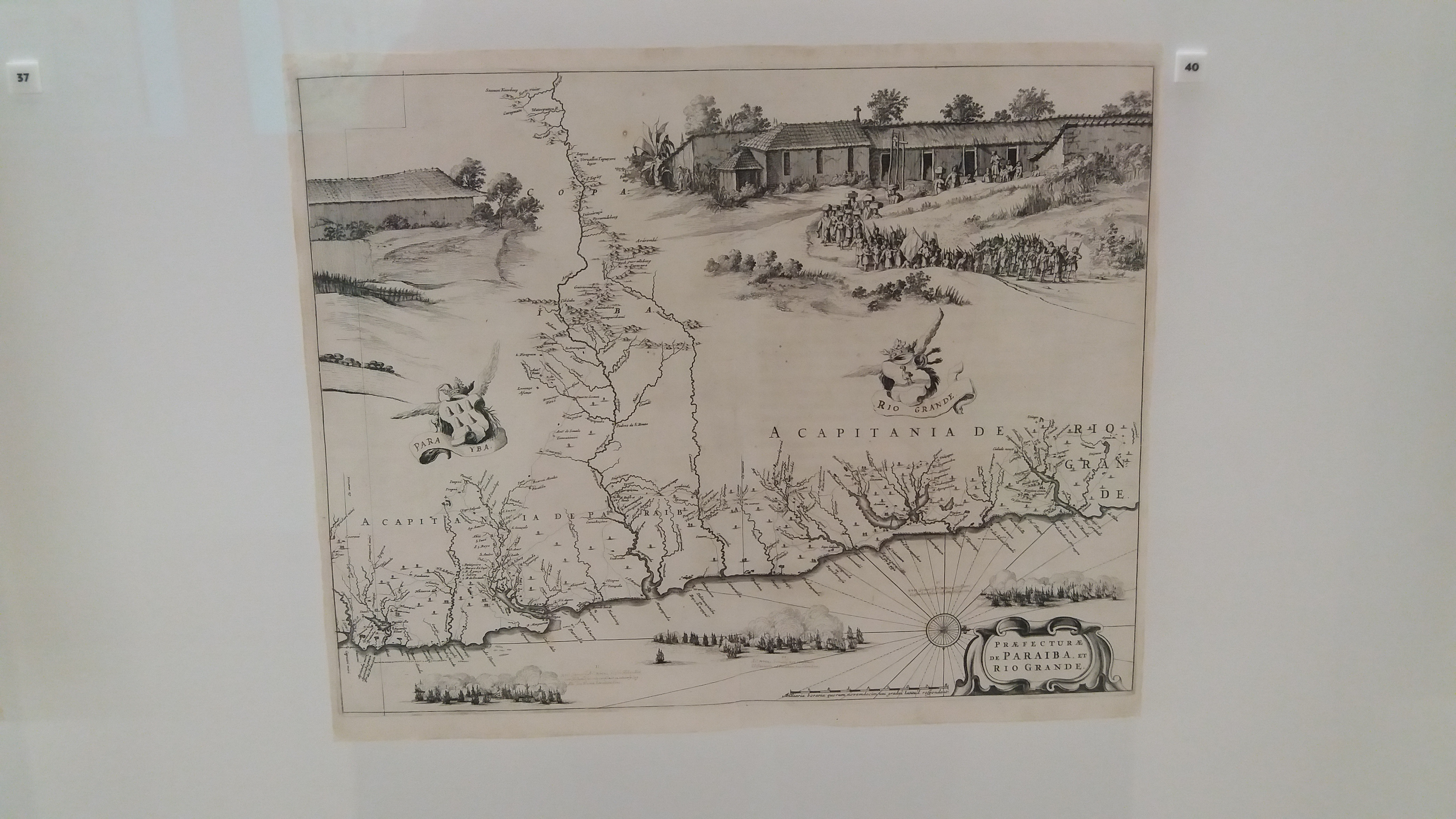
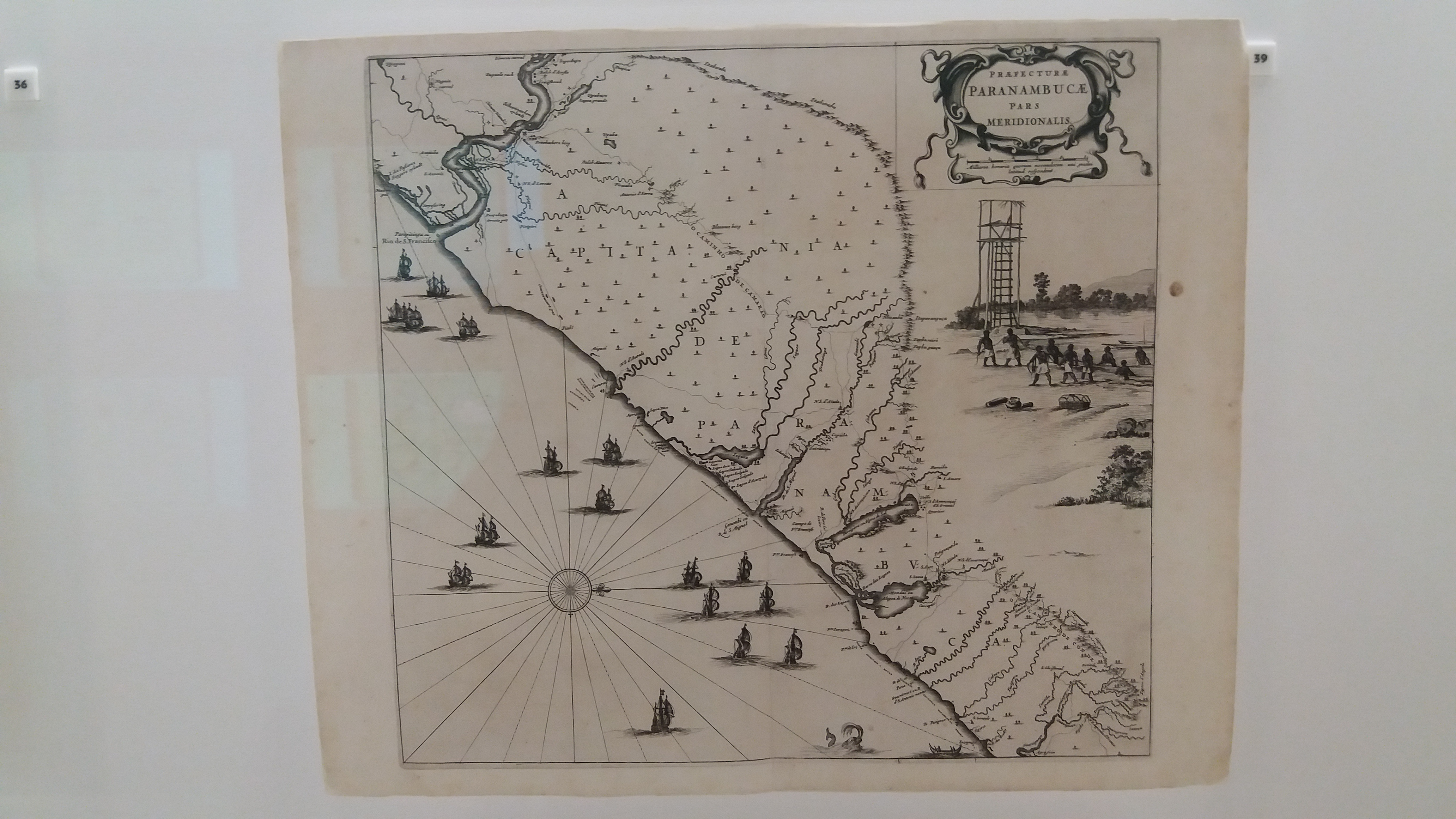
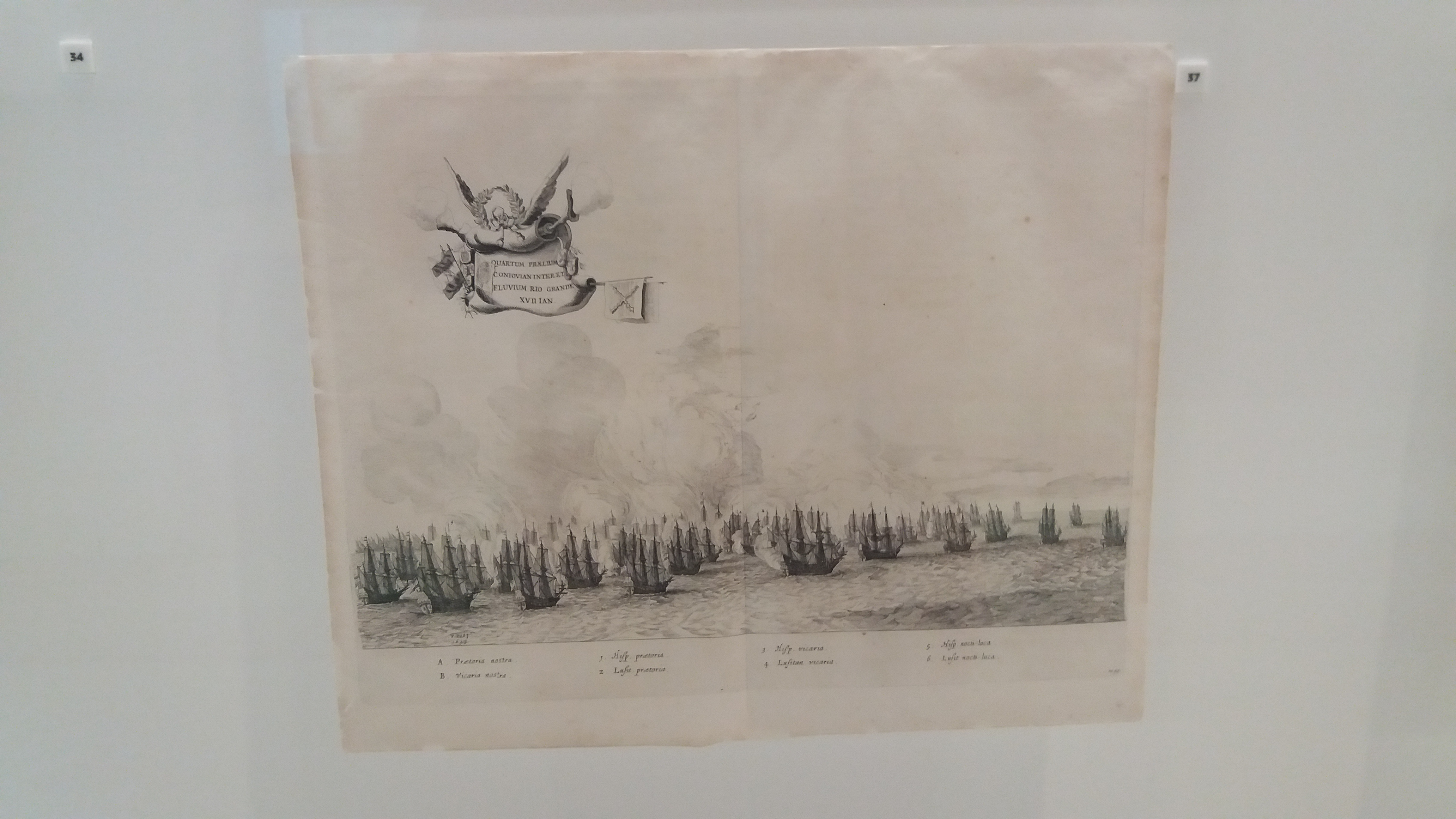
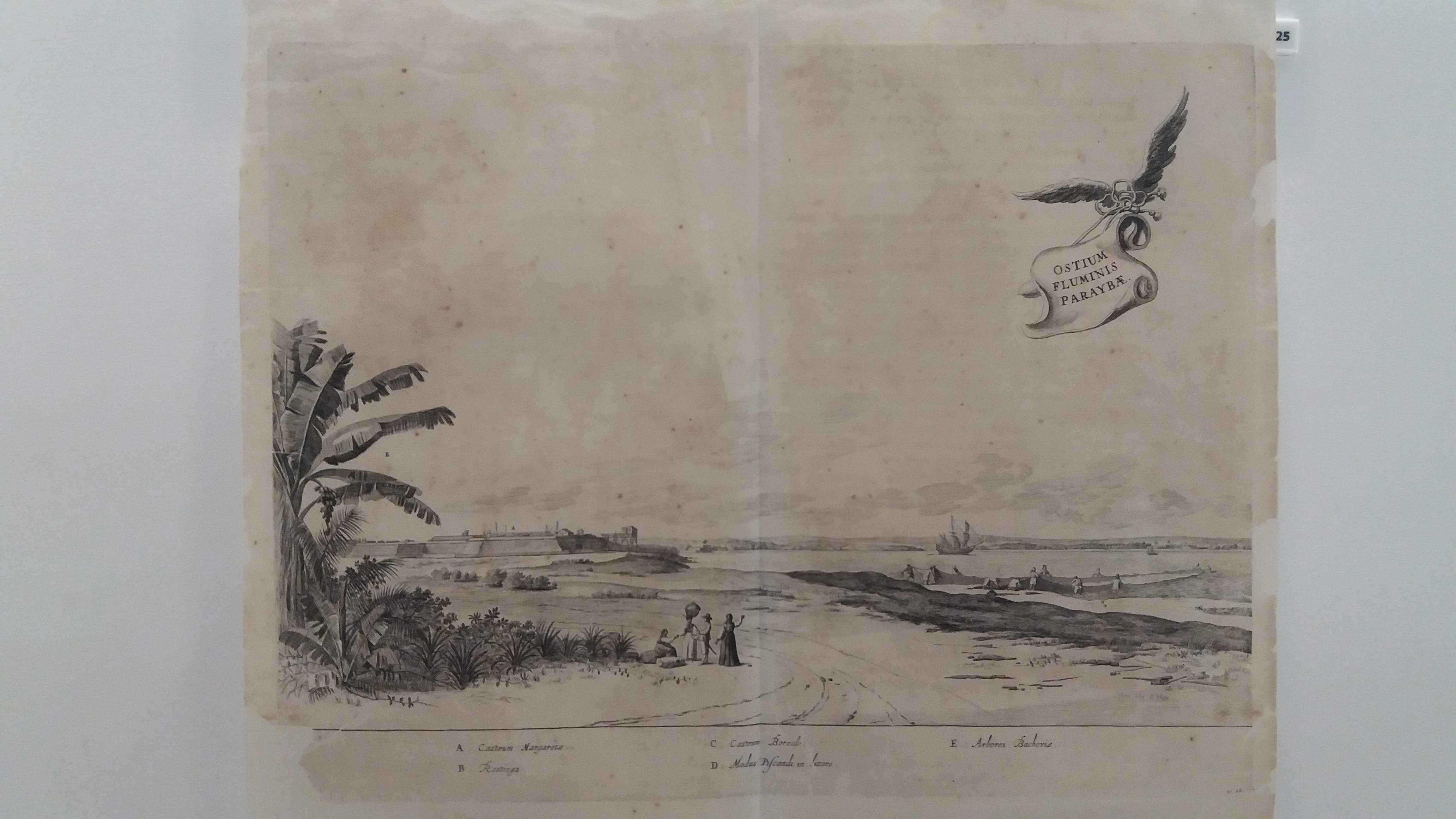
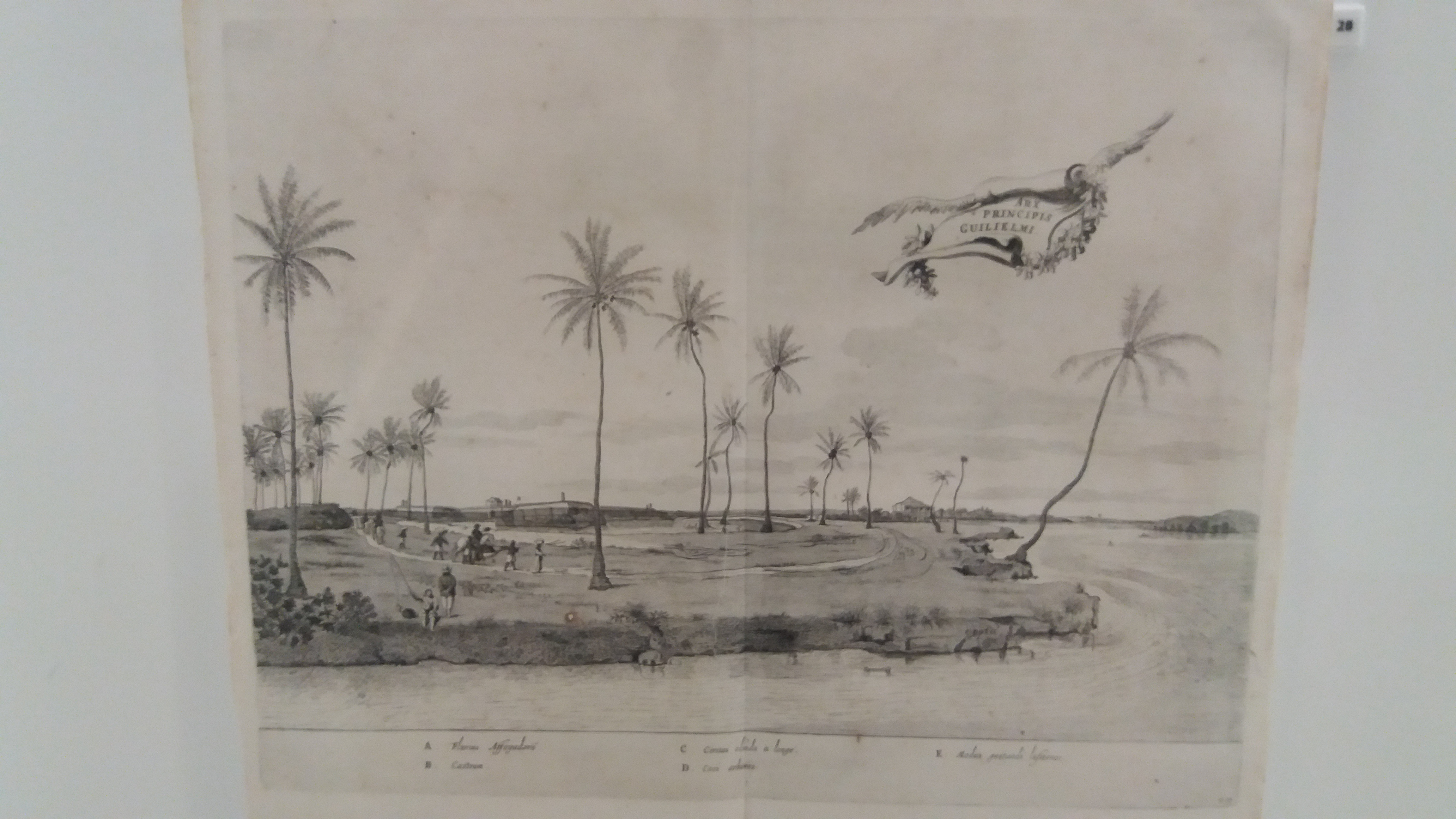
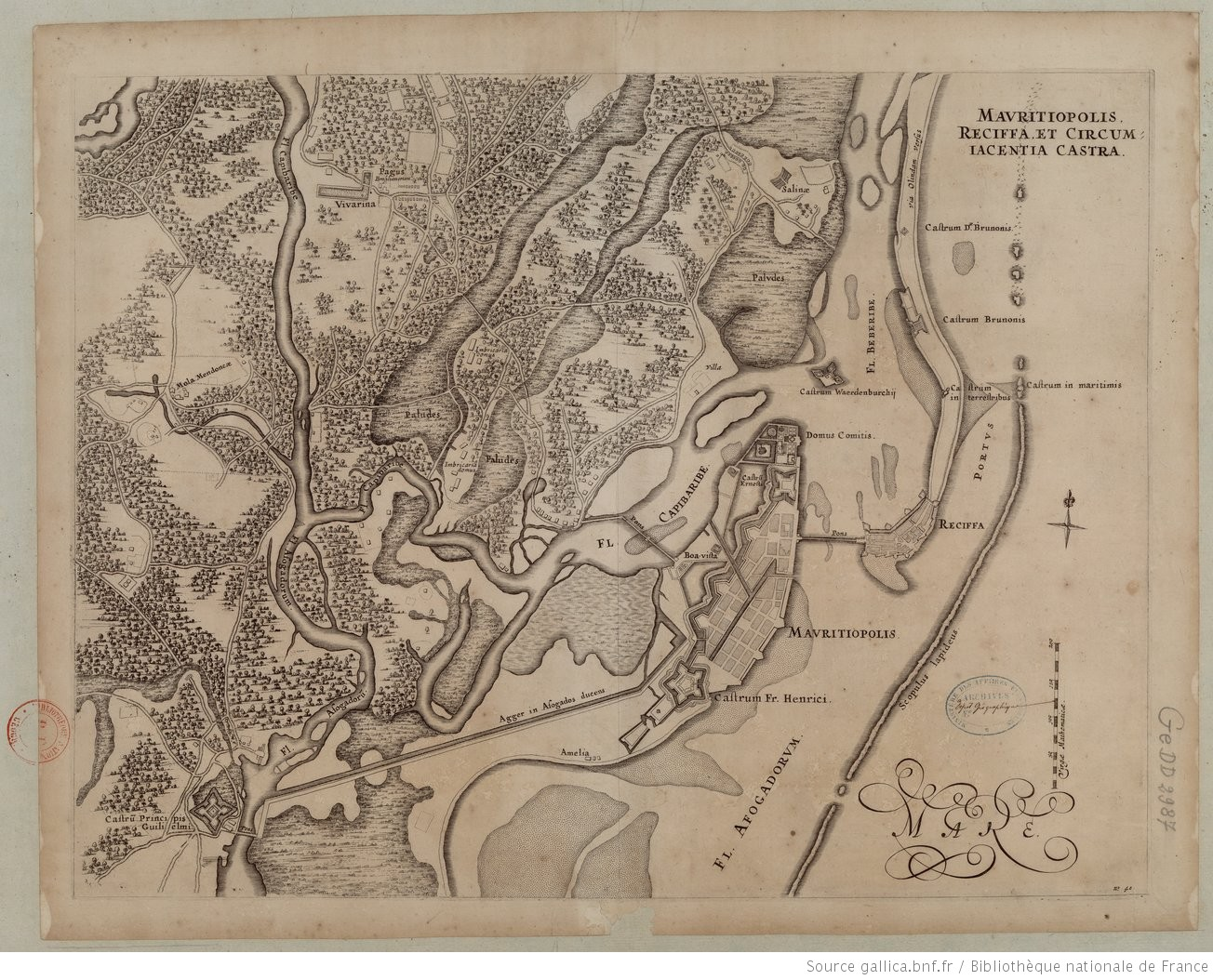

### Období po návratu z Jižní Ameriky (1645–1669)

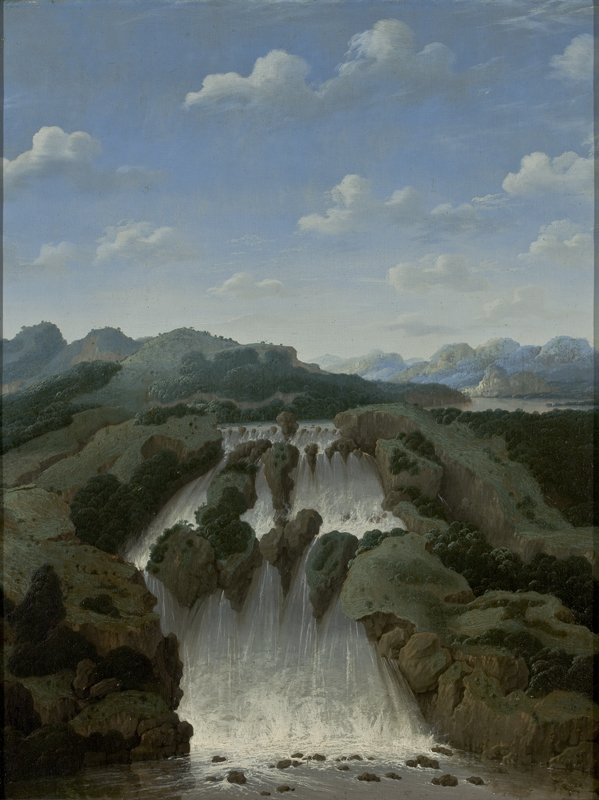
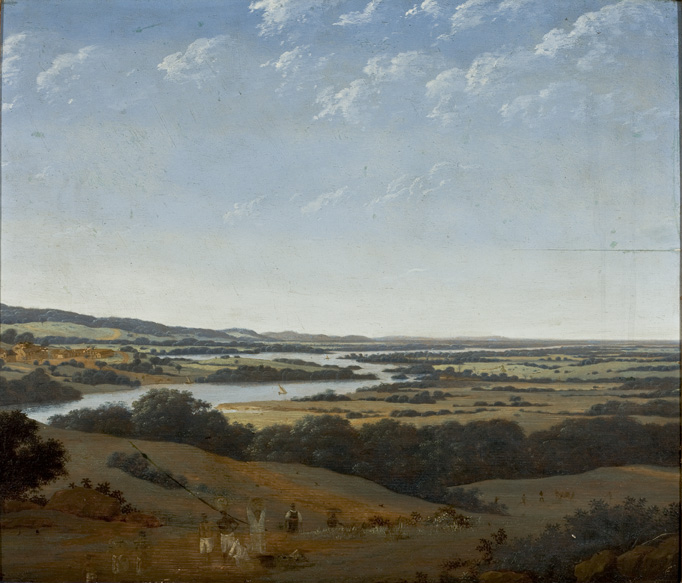
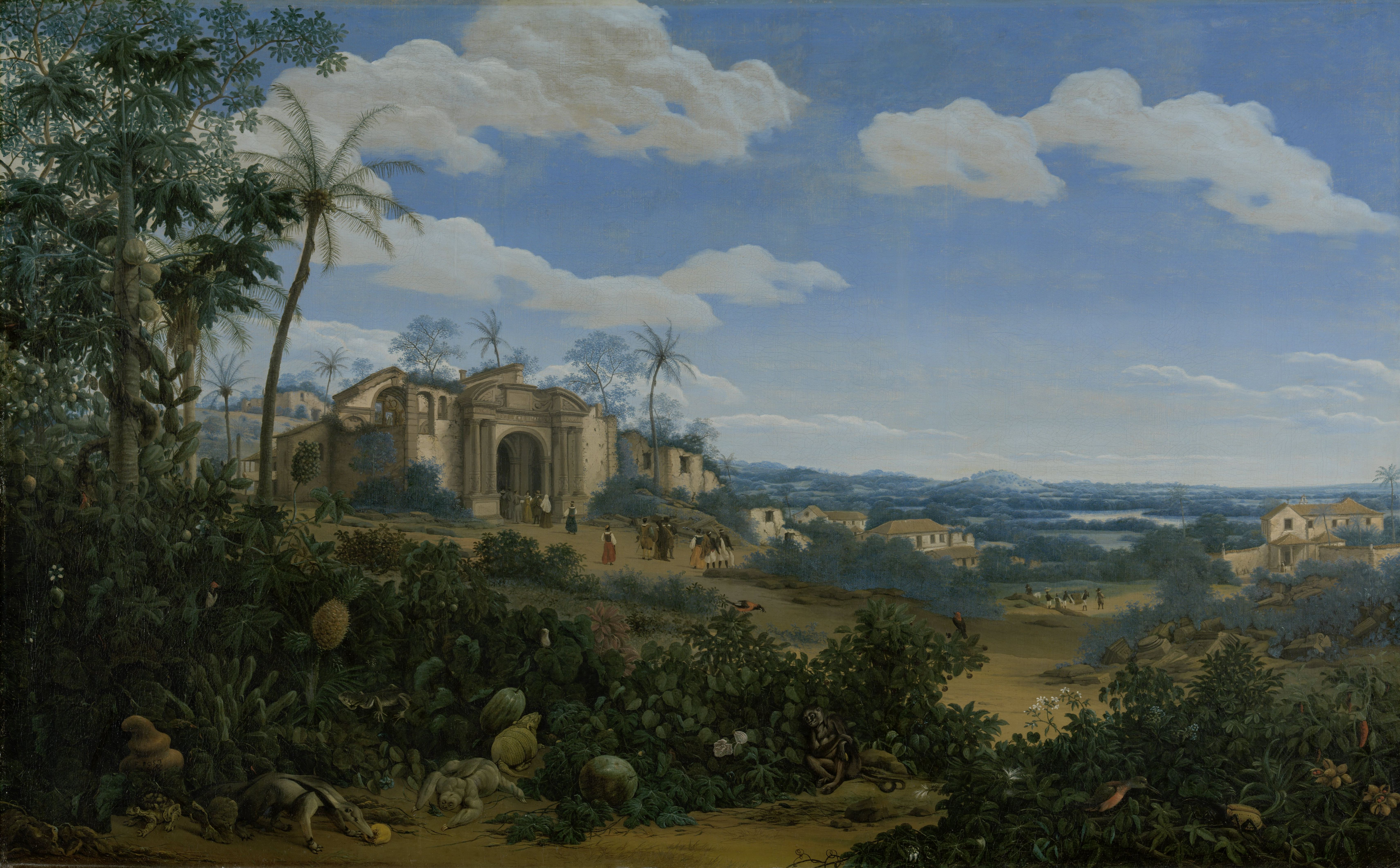
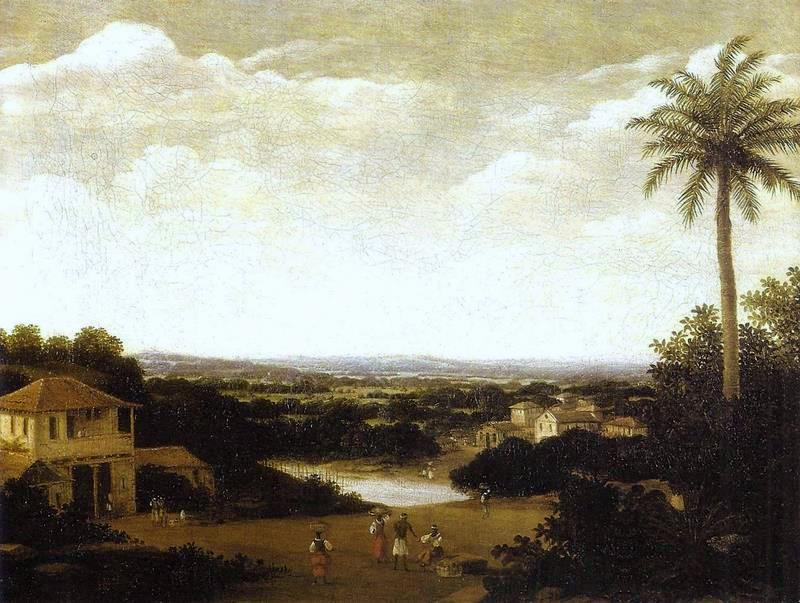
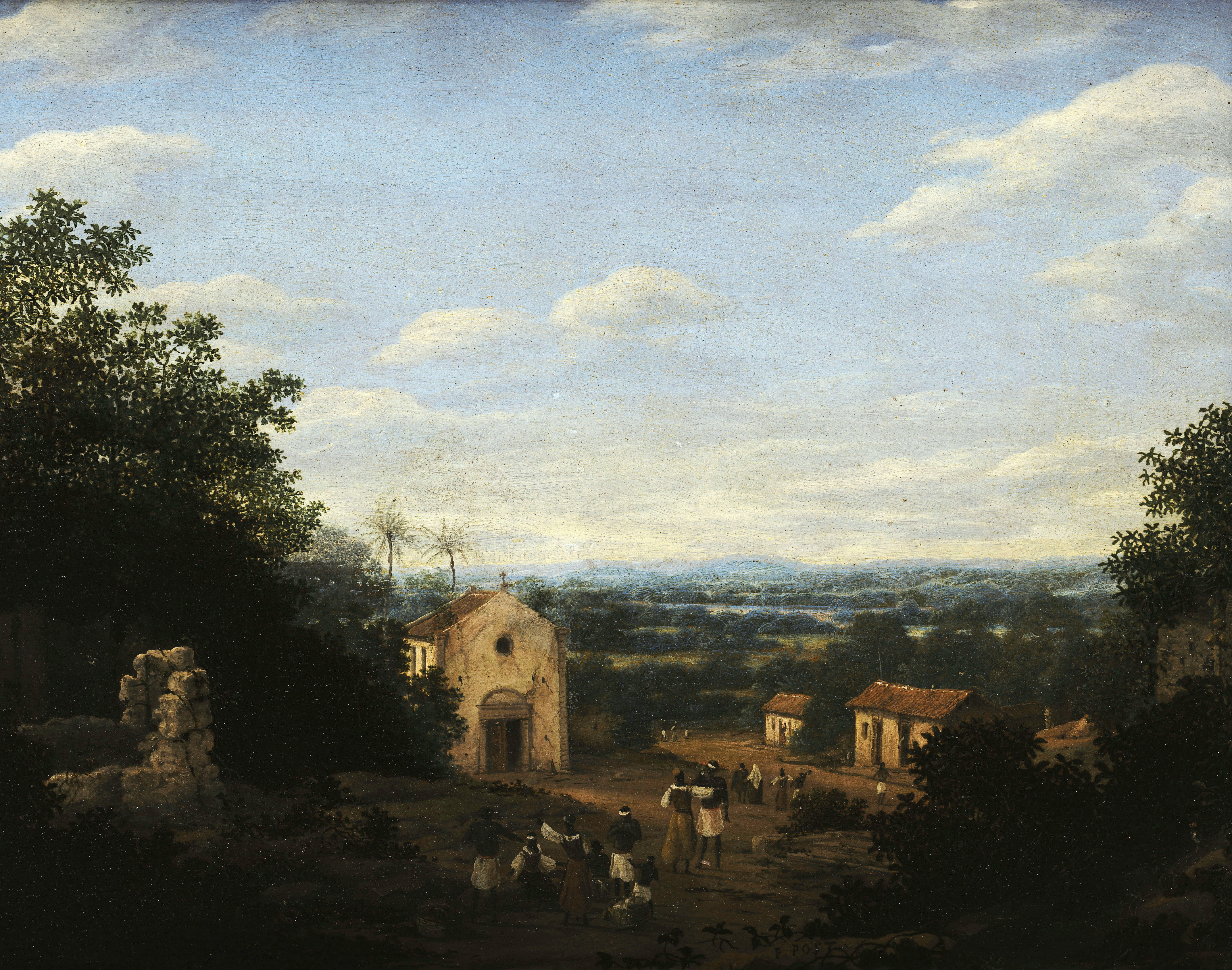
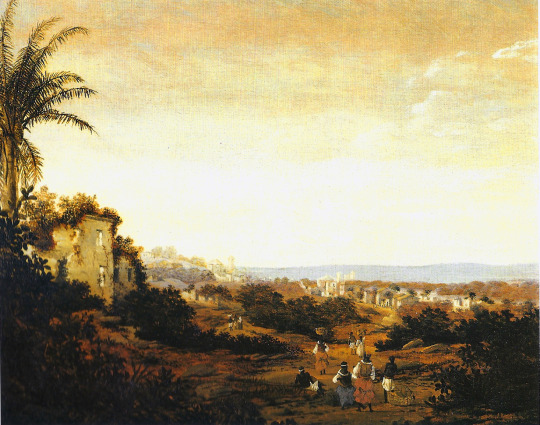
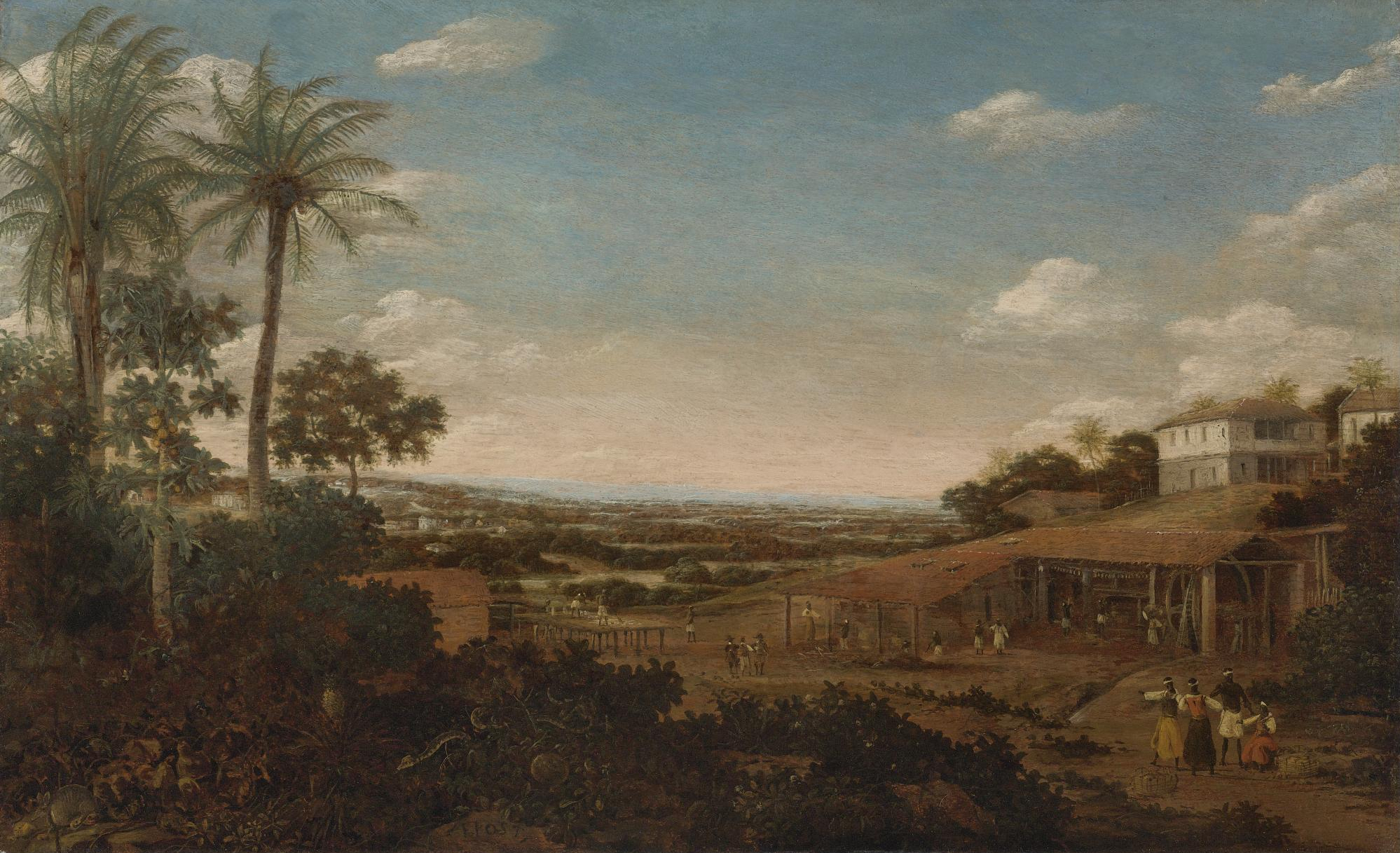

### Dokumentace fauny

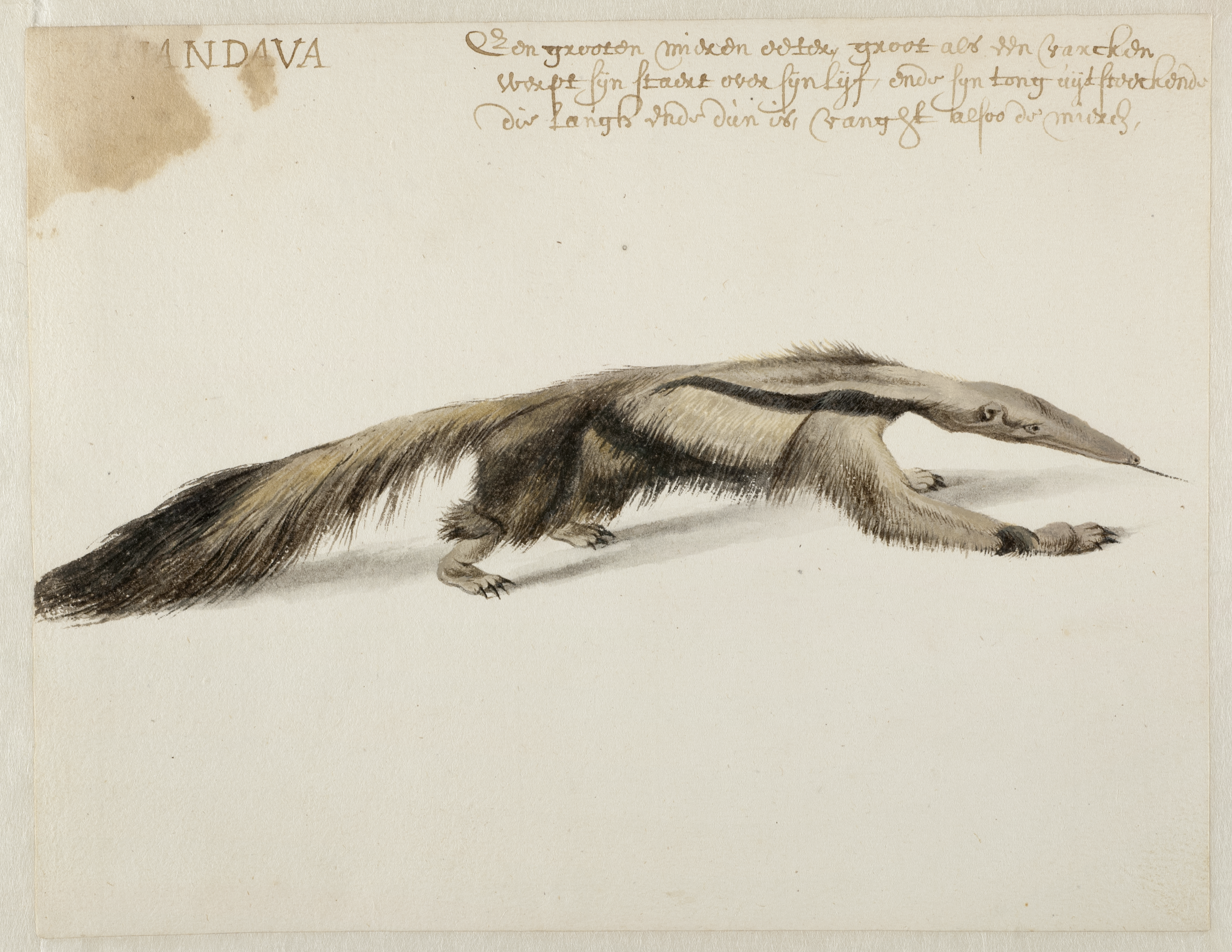
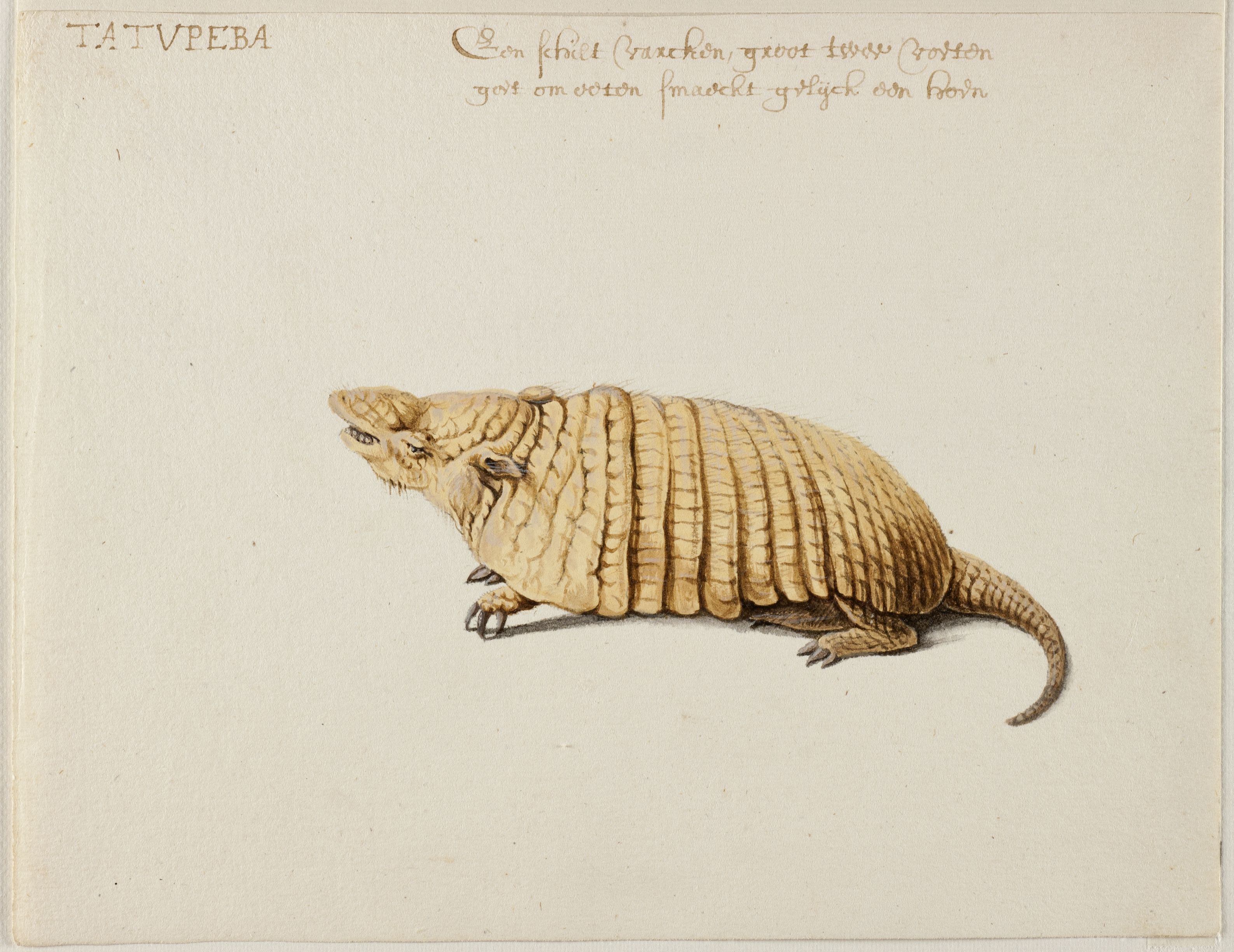